# 楊宗翰
楊宗翰，台灣作家、社會運動者，成功大學環境工程系畢業，「沙發客來上課」發起人、See More教育協會講師。著有《空屋筆記：免費的自由》、《沙發客來上課-把世界帶進教室》

## 經歷
楊宗翰在大學畢業後到雲林一間國中服替代役，偶然機會下邀請了外國背包客至偏鄉中學分享故事，開始了沙發客來上課的計畫，使教育資源不足的偏鄉學生能看到世界。2015年退伍後以兩年時間於台灣環島，將「沙發客來上課」計畫拓展至全台灣，今日外國觀光客來台皆可以該計畫前往台灣的學校向學生分享海外故事。
大學時期的楊宗翰前往克羅埃西亞當交換生，開啟其Freegan之路。沒有宿舍住，跟著沙發客住進廢棄屠宰場、與無政府主義者佔領空屋、吃菜市場、麵包店剩餘的食物、收集各處撿回的東西成立免費商店，過著不工作、不消費，但仍衣食無缺的Freegan生活。並將佔領空屋概念引進台灣，因為Freegan與台灣社會環境不符，因此楊宗翰推動「禮物經濟」的概念。推廣將用不到的東西作為禮物送到商店，沒有金錢交易，店內所有的東西都是免費的。
2023年七月初被控性騷4名女子。2025年經審判結果為乘機猥褻罪，處一年有期徒刑。